# オトナの資格
『オトナの資格』（おとなのしかく）は、2007年10月13日から2008年3月29日まで日本テレビで放送されていたバラエティ番組である。

## 番組概要
芸能人にドッキリを仕掛け、気まずい状況の中で“オトナ”としてきちんとできるかを試す番組。スタジオでVTRを見てゲストとともに、是非を討論する番組。ゲスト出演者はテーマによって変わる。
尚、2010年8月14日から10月2日まで本番組を踏襲した『イメ×ドキ』が放送されていた。

## 出演者
司会
- 名倉潤（ネプチューン）
- 大竹一樹（さまぁ〜ず）

ゲスト出演

## スタッフ

### 特別番組
- 演出：上野関一朗
- プロデューサー：田仲芳幸、杉田浩光、藤田慎一
- 演出・プロデューサー：村上和彦
- チーフプロデューサー：政橋雅人
- 制作協力：テレビマンユニオン

### レギュラー放送
- 構成：山名宏和、鮫肌文殊、今村クニト
- 演出：藤田慎一、大野聰介
- アダルトP：村上和彦
- プロデューサー：脇山浩一、杉田浩光、関根聖一郎
- チーフプロデューサー：染井将吾
- 技術：スウィッシュジャパン、東京藤田工業
- 制作協力：テレビマンユニオン
- 製作著作：日本テレビ

## ネット局と放送時間
放送時間は日本標準時準拠
| 放送対象地域   | 放送局                | 系列           | 放送曜日及び放送時間 | 放送の遅れ |
| -------------- | --------------------- | -------------- | -------------------- | ---------- |
| 関東広域圏     | 日本テレビ 〔制作局〕 | 日本テレビ系列 | 毎週土曜 17:30-18:00 | 同時ネット |
| 新潟県         | テレビ新潟            | 日本テレビ系列 | 毎週土曜 17:30-18:00 | 同時ネット |
| 長野県         | テレビ信州            | 日本テレビ系列 | 毎週土曜 17:30-18:00 | 同時ネット |
| 静岡県         | 静岡第一テレビ        | 日本テレビ系列 | 毎週土曜 17:30-18:00 | 同時ネット |
| 鳥取県・島根県 | 日本海テレビ          | 日本テレビ系列 | 毎週水曜 16:24-16:53 | 不明       |
| 香川県・岡山県 | 西日本放送            | 日本テレビ系列 | 毎週日曜 10:55-11:25 | 8日遅れ    |
| 愛媛県         | 南海放送              | 日本テレビ系列 | 毎週月曜 24:29-24:59 | 9日遅れ    |
| 福岡県         | 福岡放送              | 日本テレビ系列 | 毎週月曜 24:59-25:29 | 9日遅れ    |
| 中京広域圏     | 中京テレビ            | 日本テレビ系列 | 毎週日曜 25:20-25:50 | 22日遅れ   |
| 石川県         | テレビ金沢            | 日本テレビ系列 | 毎週日曜 25:00-25:30 | 不明       |

1. ↑  ほぼ同時刻にTVQ九州放送（テレビ東京系列）では『モヤモヤさまぁ〜ず2』を放送。